# Szilágyi Áron (zenész)
Szilágyi Áron (1977–) magyar dorombjátékos.

## Életpályája
Áron 1997 óta a nemzetközi dorombmozgalom aktív tagja, és azóta rendszeres vendége a nemzetközi dorombos rendezvényeknek. Ezeken a fesztiválokon nagyon nagy hatást gyakorolt rá a világ minden részéről összegyűlt virtuóz dorombosok játéktechnikája. Különösen sokat tanult Anton Bruhin svájci művésztől. Az ő kreativitása és konvencióktól való elrugaszkodása nagy lökést adott abban, hogy saját játékstílusát kialakítsa. A híres jakut játékosok spirituális dorombjátéka is mélyen inspiráló volt számára.
Az 1998-as ausztriai Mollnban megrendezett Nemzetközi Dorombfesztiválon Alex Horschsal lépett fel, és közös előadásuk a fesztivál válogatás-CD-jére is felkerült. A Magyar Televízió is forgatott ezen a fesztiválon, többek közt kettejük műsorát is láthatták a tévénézők.
1999-ben alapította meg testvérével és jóbarátjával a Navrang zenekart, amely elektronikus világzenét játszik. Számaikban jelentős szerepet kap a doromb is. Első nemzetközi bemutatkozásukra Mollnban került sor, ahol nagy sikert arattak.
2005 januárjában jelent meg első szólóalbuma DOROMB:ON címmel, amely nemcsak Magyarországon, de külföldön is forgalomba került, és mindenhol pozitív visszhangra talált.
Főszervezője volt az első magyar dorombfesztiválnak Kecskeméten, 2005. szeptember 24-én. A rendezvényt azóta rendszeresen megtartják Kecskeméten. A Nemzetközi Dorombszövetség felkérte, hogy legyen a 2006-ban, Amszterdamban megrendezendő doromb-világtalálkozó európai programszervezője. 
2006-ban fellépett az izraeli didzseridufesztiválon, ahol megalapította az Airtist zenekart (doromb-beatbox-didzseridu trió). Vezetésével a zenekar több mint 30 országban, három kontinensen koncertezett, sok ezer ember előtt játszottak rendszeresen. A zenekar alapító vezetője volt 2017-ig. Ugyanebben az évben vezette a német–magyar együttműködésben létrejövő BIPOLAR animációs filmes projektet, melynek zenei rendezésére is felkérték. 2008-ban a Bács-Kiskun megyei Prima Primissima díjra jelölték.
Barátságai és kapcsolatai kontinenseken ívelnek át, és számos világutazó kopogtat be ajtaján az év minden szakában, hogy néhány napra megpihenhessenek nála. A zenének mint közös nyelvnek ilyen alkalmakkor is nagy szerep jut: ha módja van rá, szívesen szervez külföldi zenész vendégeinek koncerteket, workshopokat, melyek minden alkalommal üde színfoltot hoznak a kecskeméti kulturális élet palettájára.
2010-től Magyarország legnagyobb önálló hangszermúzeuma, a Leskowsky Hangszergyűjtemény vezetője.
A Nemzetközi Dorombszövetség elnökségi tagja, melynek kapcsán a legnagyobb nemzetközi dorombfesztiválok programszervezője (Európa és Oroszország területére vonatkozóan).
Kecskeméten számos kulturális program megálmodója és szervezője (Kecskemét Fringe, Világzenei Együttlét, Magyar Dorombfesztivál, Global Vibes, Lassulj! – Ambient Est), valamint több más városi rendezvény zenei programjának szervezője.
Rendszeresen közreműködik moldvai csángó táncházban. 2014-ben elindította a Zoord nevű zenekart, mellyel nyers, zsigeri, moldvai dallamvilágon alapuló világzenét játszanak. A produkció Szibériától Japánon át Franciaországig számos helyen megfordult, az európai világzenei színtér ismert produkciójává lettek a virtuóz dorombjátékot, az energikus ethnót és az organikus trance-t ötvöző hangzásuk révén.
Dorombworkshopjai népszerűek Tokióban, New Yorkban, Varsóban, Budapesten, Londonban és számos más városban, négy kontinensen. 

## Zenei munkássága
1998-ban Mollnban (Ausztria) a Nemzetközi Dorombfesztiválon együtt lépett fel Alex Horschsal. (Előadásuk a fesztivál válogatás-CD-jén is hallható.)
1998-ban részt vett Oregonban az 5. Észak-amerikai Dorombfesztiválon.
1999-ben megalapította a Navrang zenekart testvérével és barátjával, amely főként elektronikus világzenét játszik.
2001-ben fellépett vendégzenészként a Kai Banddel Dublinban, és önálló dorombesteket tartott Írországban és Londonban.
2002-ben megrendezte a tiszakécskei I. Újhullám Fesztivált, ahová 10 országból érkeztek dorombosok és zenészek.
2002-ben fellépett a Norvégiában megrendezett dorombfesztiválon is.
2004-ben a Nemzetközi Dorombszövetség elnökének meghívására Tokióban négy koncertet és két workshopot tartott, a Music University of Tokyón és Jugavara városában.
2005 januárjában jelent meg első szólóalbuma DOROMB:ON címmel, amely külföldön is forgalomba került.
2005 szeptemberében főszervezője volt az első magyar dorombfesztiválnak Kecskeméten.
2005-ben fellépett az első Marranzano (doromb) Világfesztiválon a szicíliai Cataniában.
2006-ban fellépett az izraeli didzseridufesztiválon; itt találkozott Markus Meurerrel, és megalapították az Airtist zenekart. Ő vezette a német–magyar BIPOLAR animációs filmes projektet, melynek zenei rendezője is volt. (Airtist: Markus Meurer – didzseridu, Dömötör Balázs – beatbox, Szilágyi Áron – doromb.)
2007-ben megalapította az Eurokult Nemzetközi Kulturális Egyesületet, amelynek egyik célkitűzése a dorombos hagyományok ápolása. Ők rendezik a Magyar Dorombfesztiválokat.
2008-ban Bács-Kiskun megyei Prima Primissima díjra jelölték.
2009-ben Magyarország egyetlen hangszermúzeumának, a Leskowsky Hangszergyűjteménynek vezetője lett.
2010-ben elkészíti második szólóalbumát Csak doromb címmel, melyet New Yorkban vett fel.
2011-ben Jakutföldön turnézott, a jakut elnök meghívására részt vett a 7. Nemzetközi Dorombfesztiválon.
2014-ben Zoord nevű zenekarával télen Jakutföldön turnézott.
2015-ben elkészült a Zoord első lemeze Zoord címmel.
2016-ban Japánban turnézott.
2017-ben elkészítette harmadik szólólemezét Organic Doromb címmel.

## Fontosabb koncertjei
- 2009–2017 Tokió, Párizs, Sziget Fesztivál, Müpa, New York, Róma, Varsó, Joshua Tree, London.
- 2008 – Airvault, Graz
- 2007 – Jeruzsálem, Dortmund
- 2006 – Amszterdam, Tel-Aviv
- 2005 – Catania
- 2004 – Tokió
- 2003 – Budapest
- 2002 – Frankfurt, Oslo
- 2001 – Dublin, London
- 2000 – Molln, Dakar
- 1999 – Frankfurt, Los Angeles
- 1998 – Molln, Oregon

## Zenekarai
- Zoord (2014)
- Airtist (2007)
- Navrang (1999)
- Úzgin Űver (1991)
- Flótás

## Albumai
- Organic Doromb (2017)
- Csak doromb (2011)
- Doromb:on (2005)